# Only Girl (In the World)
"Only Girl (In the World)" é uma canção da cantora barbadense Rihanna, gravada para o seu quinto álbum de estúdio Loud. Foi escrita por Crystal Johnson, Mikkel S. Eriksen, Tor Erik Hermansen, Sandy Wilhelm e produzida pela equipa norueguesa Stargate e Sandy Vee. A sua gravação decorreu em 2010, nos estúdios Roc the Mic em Nova Iorque, Westlake Recording em Los Angeles e The Bunker Studios em Paris. A sua versão final resultou de uma demo gravada por Johnson, primeira compositora creditada, e foi a primeira música a ser finalizada para o disco. Deriva de origens estilísticas de eurodance e dance-pop, que infunde som electrónico com uma mistura de sintetizadores. A sua sonoridade é composta através dos vocais, juntando ainda o piano. Liricamente, o tema mostra o ponto de vista de uma mulher caracterizada por Rihanna que exige que o seu amante lhe dê toda a atenção que ela quer, como se fosse a única existente no mundo.
A artista revelou no Twitter a 31 de Agosto de 2010 que dentro de dias iria enviar o tema para o locutor Ryan Seacrest. A sua estreia acabou por ser a 7 de Setembro no programa de rádio On Air with Ryan Seacrest. A canção foi lançada digitalmente três dias depois, e enviada para as áreas radiofónicas mainstream e rhythmic através da Def Jam Recordings a 21 de Setembro, servindo como primeiro single do projecto. A sua edição coincidiu com a conclusão da fase na América do Norte da digressão mundial Last Girl on Earth Tour. A recepção por parte da crítica sobre música foi positiva, complementando o refrão forte e a produção musical, bem como força vocal de Rihanna embutida na mesma. Depois do seu lançamento, chegou ao topo das tabelas musicais da Alemanha, Austrália, Áustria, Bélgica, do Canadá, dos Estados Unidos e Europa, em que o seu êxito revelou-se abrangente em maior parte do território europeu. Este desenvolvimento positivo resultou em várias certificações para a faixa, sendo entre elas, cinco platinas atribuídas pela Australian Recording Industry Association (ARIA), três pela Recording Industry Association of America (RIAA) e duas pela Federação Internacional da Indústria Fonográfica da Suécia e ainda mais uma na Alemanha, Dinamarca, Espanha, Itália, Nova Zelândia e no Reino Unido. No final do ano de 2010, posicionou-se em grande parte das listas de canções mais reproduzidas em vários países e acabou por vencer na categoria "Best Dance Recording" da 53.ª edição dos Grammy Awards.
O vídeo musical foi dirigido por Anthony Mandler e lançado a 12 de Outubro de 2010 através do serviço VEVO. O tema retratado é simplista com destaque para a matriz de cenário artístico e os adereços utilizados. O elemento dominante nas cenas é a diversão de Rihanna na encosta de uma colina. Recebeu elogios por parte dos críticos devido às paisagens desérticas, coloridas e animadoras. O teledisco venceu na categoria Best R&B Video a que estava nomeado nos MTV Video Music Awards de 2011 do Japão. A faixa recebeu várias interpretações ao vivo como parte da sua divulgação, como na cerimónia Europe Music Awards de 2010 e inclusive esteve no alinhamento da digressão mundial The Loud Tour, que passou por países como o Brasil, Estados Unidos e Portugal, e ainda da Diamonds World Tour em 2013. "Only Girl (In the World)" recebeu atenção por parte de outros artistas que fizeram a sua própria versão como a cantora Katy Perry, que a incluiu na lista da sua turné California Dreams Tour.

## Antecedentes e lançamento

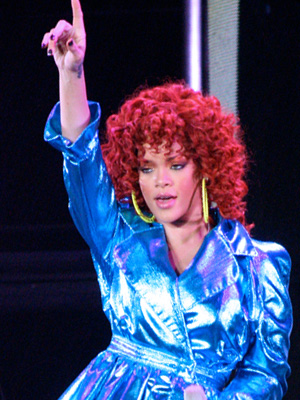
Rihanna a interpretar ao vivo a canção, durante a sua digressão mundial The Loud Tour, em 2011 em Minneapolis.

Quando as primeiras notícias sobre uma nova produção em estúdio ocorreram, Sean Garrett falou à MTV News sobre a mudança de sonoridade que se iria reflectir no sucessor de Rated R:
| “ | Eu posso dizer definitivamente que o seu álbum será mais excitante, mais feliz. | ” |

 Rihanna falou pela primeira vez sobre a faixa na altura em que se dirigiu ao locutor Ryan Seacrest com a seguinte mensagem no seu Twitter: "@RyanSeacrest Em breve! Em menos de 10 dias vou enviar-te algo especial, e vais reproduzir vezes e vezes sem conta, como se fosse a única rapariga no mundo!". A revelação de um novo lançamento coincidiu com o início das gravações do filme de estreia da cantoras nos ecrãs de cinema, Battleship. Durante uma conversa on-line no sítio oficial de fãs, Rihanna Daily, a artista afirmou que queria dar o próximo passo na evolução em relação a "Only Girl (In the World)" e Loud, e "não queria regredir e refazer o Good Girl Gone Bad". Uma pequena passagem da canção foi revelada por Seacrest, horas antes do próprio estrear a versão completa. A 7 de Setembro de 2010, a sua estreia ocorreu no programa de rádio On Air with Ryan Seacrest. Após a sua estreia mundial nas rádios, no dia seguinte, a capa do single foi divulgada pela revista Rap-Up, retratando a artista com cabelos compridos, nua, numa espécie de campo a segurar o seu vestido em forma de rosa vermelha. A obra foi enviada para a iTunes Store de vários países a 13 de Setembro, e foi ainda comercializada em CD single na Alemanha e Reino Unido no mês seguinte.
Em Fevereiro de 2011, durante a 53.ª edição dos Grammy Awards, Tor Erik Hermansen, membro da equipa de produção norueguesa StarGate, que trabalhou na canção, falou sobre como o conceito surgiu ao afirmar que "Rihanna veio ter connosco antes de começarmos a gravar e disse 'Eu sinto-me óptima sobre mim mesma. Quero voltar ao tempo em que me divertia, quero fazer gravações felizes e de ritmo acelerado'." Hermansen explicou mais tarde que acederam ao pedido da jovem porque o seu álbum anterior, Rated R, não tinha temas de ritmo acelerado. "Only Girl (In the World)" tornou-se na primeira faixa a ser completada para Loud, e a intérprete escolheu-a para inclusão no disco antes mesmo de tê-la gravado.

## Divulgação e outras versões

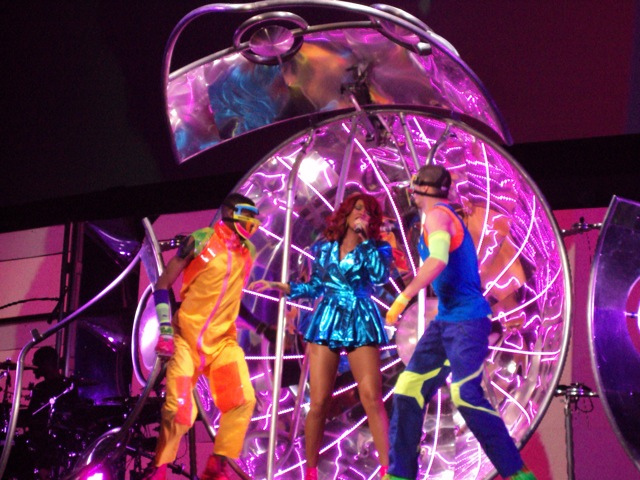
Rihanna a interpretar ao vivo a canção, durante a sua digressão mundial The Loud Tour, em 2011 em Oakland.

A divulgação da música começou com a primeira performance ao vivo no programa a 30 de Outubro de 2010 no programa Saturday Night Live, juntamente com "What's My Name?". No dia seguinte, seguiu-se um espectáculo no Reino Unido durante a emissão do The X Factor. A faixa também foi promovida em várias cerimónias de entregas de prémios, como na MTV Europe Music Awards de 2010 em Madrid a 7 de Novembro, num cenário cercado por flores num conjunto que se assemelhava a de um conto de fadas. Seguiram-se, outras interpretações ao vivo em formatos televisivos, como em The X Factor a 9 de Novembro, em que o vestuário da artista consistia num biquíni repleto de flores, bem como no Le Grand Journal em França a 10 de Novembro de 2010. A 11 de Novembro, uma pré-gravação de uma entrevista para o The Graham Norton Show, mostrou uma entrevista com a artista e ainda uma actuação do tema.
A cantora também interpretou-a numa mistura de músicas do Loud, "Love the Way You Lie (Part II)" e "What's My Name?" na American Music Awards de 2010. Esta actuação foi bastante aclamada, devido à sua abertura acústica da continuação da sequela de "Love the Way You Lie", deixando deslizar-se pelo chão para depois regressar com um grupo de dançarinas, interpretando "What's My Name" e finalmente "Only Girl". A canção tornou-se a abertura da digressão mundial Last Girl on Earth Tour na fase final na Austrália, substituindo a obscura "Russian Roulette". A 15 de Fevereiro de 2011 a música foi interpretada na cerimónia Brit Awards, como parte de uma mistura com "S&M" e "What's My Name?". A cantora era para executar a versão completa de "S&M", a fim de promover o seu lançamento como single, no entanto, foi informada para reduzir a duração da sua performance. Tal facto foi devido à corporação tentar evitar receber queixas semelhantes às que surgiram na final na sétima temporada de The X Factor em 11 de Dezembro de 2010, por usar uma roupa provocante e passos de dança sugestivos.
Em 2012, tornou-se o tema de abertura do alinhamento da digressão mundial The Loud Tour, que passou por países como Brasil, Estados Unidos, França, Irlanda, Inglaterra, Portugal e Suíça. "Only Girl (In the World)" também fez parte do festival Radio 1's Hackney Weekend a 24 de Maio de 2012, como abertura do mesmo. A melodia recebeu também atenção por parte de outros artistas, como por exemplo, Katy Perry que a misturou com "Whip My Hair" durante a sua turné California Dreams Tour em 2011. A banda One Direction fez a sua própria versão no final de 2010 durante a sua participação no concurso britânico The X Factor. Em Portugal, a concorrente Daniela Pimenta interpretou o tema no programa A Tua Cara não Me É Estranha a 18 de Março de 2012. Em 2013, o tema voltou a ser interpretado na turné mundial Diamonds World Tour.

## Estilo musical e letra
"Only Girl (In the World)" é uma canção de tempo moderadamente acelerado que incorpora elementos de estilo eurodance com fortes elementos de dance-pop, produzida por Stargate e Sandy Vee. A sua produção incorpora um forte uso de sintetizadores, enquanto que o refrão transmite um efeito de "batida de clube".  Rihanna revelou em conversa com os fãs que não queria regressar ao ano de 2007 e voltar à era de Good Girl Gone Bad:
| “ | Eu certifiquei-me que não ficariam desiludidos com a minha música! Estão sempre a defender-me, agora têm grandes canções para o justificar. Não quis regredir e refazer o Good Girl Gone Bad | ” |

 De acordo com o portal Idolator, é como um "congestionamento musical, uma fatia de cheesecake numa pista de dança, mesmo com alguns floreados da velha escola de trance". Bill Lamb do portal About.com, após a estreia em rádio do single, revelou que "não é uma questão de saber se atingirá o top 10, mas quanto tempo demorará a chegar ao topo". Lamb considerou a sonoridade e a voz da cantora "inconfundíveis", e que esta tem mostrado ser capaz de mudar o som das suas músicas para não cair em repetições.
Foi escrita por Crystal Johnson, Mikkel S. Eriksen, Tor Erik Hermansen, Sandy Wilhelm, sendo que a versão final resultou de uma demonstração gravada por Johnson, primeira compositora creditada. De acordo com a partitura publicada pela EMI Music Publishing, a música é definida no tempo de assinatura moderadamente acelerado com um metrónomo de 126 batidas por minuto. Composta na chave de ré maior com o alcance vocal que vai desde da nota baixa de fá, para a nota de alta de ré.  Liricamente, o tema mostra o ponto de vista de uma mulher caracterizada por Rihanna que exige que o seu amante lhe dê toda a atenção que ela quer, como se fosse a única mulher existente no mundo, exemplificando com versos como "Como se eu fosse a única que irás amar / Como se fosse a única que conhece o teu coração / Como se fosse a única rapariga no mundo". Ao longo de toda a música e letra, os vocais de Rihanna foram sido descritos como "sedutores", e uma reminiscência de uma "versão mais forte, mais sensual" do seu single de 2007, "Don't Stop the Music".

## Recepção pela crítica
| Críticas profissionais | Críticas profissionais |
| Avaliações da crítica  | Avaliações da crítica  |
| Fonte                  | Avaliação              |
| ---------------------- | ---------------------- |
| About.com              | [ 40 ]                 |
| BBC                    | [ 41 ]                 |
| Billboard              | (favorável)            |
| Digital Spy            | [ 43 ]                 |
| Rolling Stone          | [ 44 ]                 |

As críticas após o lançamento da faixa foram geralmente positivas, destacando o refrão poderoso e a batida atordoadora. Bill Lamb do portal About.com atribui quatro estrelas e meia de cinco possíveis, elogiando a "elevado sonoridade" e as "batidas de clube". Lamb conclui que "não seria nenhuma surpresa que a música leva-se Rihanna de volta ao número um nas tabelas, um ano depois do seu trunfo "Rude Boy"". Gerrick D. Kennedy do Los Angeles Times comentou que "embora não possamos dizer necessariamente que Rihanna está de volta, pois não chegou a ir a lado nenhum, está a fazer um regresso de sorte". Citando alguns dos comentários da cantora sobre a música, Kennedy relatou: "Depois de uma abordagem mais macabra no seu quarto disco, Rated R, a artista envergou por um caminho mais "ousado, divertido, curtido [e] energético", terminando a elogiar o refrão "viciante, que é um sucesso garantido". Monica Herrera da revista norte-americana Billboard elogiou a produção da música, composição e o desempenho da jovem: "[a música], visa directamente para a dominação da pista de dança, como uma estrela pop que derrama o seu coração para um homem numa produção em aceleração máxima pelo duo norueguês, Stargate". Mais tarde, da mesma publicação musical, Jason Lipshutz também fez uma revisão da música, afirmando que é uma boa "maneira de agarrar o público para escutar com atenção o Loud", além de fazer referência a outras produções entre a cantora e a equipa de produção norueguesa, como "Don't Stop the Music" e "Rude Boy".
James Dinh da MTV News também fez jus à escrita da faixa: "Depois de profunda e obscura no seu último álbum, Rihanna voltou para a pista de dança com o seu novo single, e nesta pista de alta energia, anseia pelo seu amante para a manter no centro da sua atenção sobre uma batida forte de electro. A voz da cantora permanece seda nos versos, então explode num refrão monstruoso". Nick Levine do sítio Digital Spy presentiou a canção com quatro estrelas de cinco possíveis, descrevendo-a como "um retorno único para agradar a multidão". Levine disse também que mesmo que a música não seja original, é provavelmente uma das melhores de Rihanna desde "Don't Stop the Music"". Fraser McAlpine da estação BBC elaborou uma crítica a "Only Girl (In the World)" atribuiu quatro estrelas num regime de cinco, escrevendo que "o que se pode pensar sobre Rihanna, é muito boa a exigir que ouça o que tem a dizer, mesmo que tenha de passar por cima de alguém para fazê-lo". Jon Dolan da Rolling Stone limitou-se a referir que "infelizmente, a letra é menos sensual que no início, é estranha, e a batida de trance não irá manter o clube a dançar, a menos que alguém esteja a oferecer bebidas", pontuando a música com duas estrelas e meia.
O reconhecimento pela crítica em geral fez com que na 53.ª edição dos Grammy Awards, transmitida a partir do Staples Center em Los Angeles, a canção vencesse na categoria "Best Dance Recording".

## Vídeo musical

### Desenvolvimento e sinopse

Numa das cenas do vídeo musical, Rihanna está sozinha em cima de uma colina num cenário simplista e colorido, tal como os críticos analisaram.

O vídeo musical, dirigido por Anthony Mandler, foi filmado a 14 de Setembro em Los Angeles. Dois dias depois, foi revelada a primeira foto das gravações pela própria Rihanna, através do seu Twitter oficial, que mostrava a cantora numa espécie de campo com vários balões coloridos a sobrevoar em seu redor. Durante as gravações do vídeo musical, a artista em entrevista ao canal televisivo MTV explicou o conceito do vídeo:
| “ | Era como o mundo seria se fosse só eu. Feliz, colorido, energético. | ” |

Numa entrevista com o sítio Just Jared, Rihanna explicou voltou a falar sobre a sensação de gravação do trabalho: "É muito, muito bonito a filmar nestes lugares loucos, loucos, loucos. Nós filmamos paisagens que encontramos em horas fora de L.A. Parece tão irreal, algo falso, como se tivesse saído de um postal com as colinas bonitas... Nós tivemos muito brilho do sol nestes dias, então funcionou com a essência do vídeo. Mas de facto, o vídeo apenas mostra esta grande paisagem e a única pessoa lá sou eu". A sua estreia ocorreu a 13 de Outubro de 2010 através do serviço VEVO, ficando posteriormente disponível na iTunes Store de alguns países, como Austrália e Portugal.
A trama, com uma duração superior a quatro minutos, foi concebida à semelhança da letra feliz da canção, que sugerem que Rihanna é a "única rapariga no mundo". A maior parte do teledisco apresenta a artista a brincar em encostas, usando um vestuário bastante reduzido e floral. O trabalho utiliza o tema simplista que se foca predominantemente na intérprete a passear em colinas com flores de cores vivas posicionadas à sua volta com um monte de cenários artísticos e adereços. Outras cenas incluem a artista rodeada por balões de várias cores, montada num baloiço que está pendurado no céu, deitada numa cama de flores e a dançar em frente a uma árvore coberta por luzes que piscam e se unem à imagem surrealista.

### Recepção
Tanner Stransky, editora da revista Entertainment Weekly, comentou positivamente o tema simplista do vídeo e notou que "faz parecer como se Rihanna estivesse a falar directamente para si, o telespectador. É um efeito que fá-lo focar-se na RiRi,  que está confortáve em trajes glamorosos e desportivos com aquele cabelo-vermelho 'que ela usou para os VMA no mês passado". Joyce Lee do canal de televisão CBS escreveu que a artista "oficialmente superou os seus dias irritados de Rated R e assumiu uma aparência mais feminina e optimista com o seu novo vídeo musical". A editora Brittany Talarico da revista OK! elogiou a transição do empenho anterior de Rated R, que apresenta temas e letras mais escuros, ao dizendo "adeus pregos e couro, olá arcos e flores! Rihanna parece uma beleza efémera no seu último musical para o seu êxito 'Only Girl (In the World)'. Ela trocou a sua aparência de dominatrix e intransigente para um lado mais calmo". Um analista do Mail Online também apreciou a visualização colorida, e adjectivou as filmagens como "belas". O profissional prosseguiu dizendo que "o seu vestuário é floral, feminino e o seu cabelo vermelho fogoso foi despenteado e tem um enorme arco nele [...] O tom é completamente diferente da imagem habitual e som mais pesado que produziu na sua última gravação...". Seth Sommerfield da publicação Spin, também reparou na mudança de imagem da artista em relação aos trabalhos extraídos do seu último disco, afirmando que este é "distante da linguagem mais sexual que ostentou em Rated R", e denominou-o ainda de "excêntrico [e] bonito". Nos MuchMusic Video Awards decorridos no Canadá a 19 de Junho de 2011, o teledisco recebeu uma nomeação para "Vídeo Mais Visto no MuchMusic.com" e "Vídeo Internacional do Ano", porém, perdeu para "Dynamite" de Taio Cruz e "Judas" de Lady Gaga.

## Faixas e formatos
A versão single de "Only Girl (In the World)" contém apenas uma faixa com duração de três minutos e cinquenta e cinco segundos. Foram lançadas duas versões físicas diferentes, sendo que na Alemanha a segunda faixa foi uma remistura e no Reino Unido o instrumental da original.
| Descarga digital |                            |         |  |
| N.º              | Título                     | Duração |  |
| 1.               | "Only Girl (In the World)" | 3:55    |  |

| CD single - Alemanha |                                                |         |  |
| N.º                  | Título                                         | Duração |  |
| 1.                   | "Only Girl (In the World)"                     | 3:55    |  |
| 2.                   | "Only Girl (In the World)" (Extended Club Mix) | 5:39    |  |

| CD single - Reino Unido |                                           |         |  |
| N.º                     | Título                                    | Duração |  |
| 1.                      | "Only Girl (In the World)"                | 3:55    |  |
| 2.                      | "Only Girl (In the World)" (Instrumental) | 3:55    |  |

| The Remixes    |                                                                     |                                                                             |                         |         |  |
| N.º            | Título                                                              | Compositor(es)                                                              | Produtor(es)            | Duração |  |
| 1.             | "Only Girl (In the World)" (Bimbo Jones Radio Edit)                 | Crystal Johnson, Mikkel Storleer Eriksen, Tor Erik Hermansen, Sandy Wilhelm | Bimbo Jones             | 3:53    |  |
| 2.             | "Only Girl (In the World)" (Rosabel's Only Radio Edit In The World) | C. Johnson, M. S. Eriksen, T. E. Hermansen, S. Wilhelm                      | Rosabel                 | 4:10    |  |
| 3.             | "Only Girl (In the World)" (Mixin Marc & Tony Svejda Radio Mix)     | C. Johnson, M. S. Eriksen, T. E. Hermansen, S. Wilhelm                      | Mixin Marc, Tony Svejda | 4:11    |  |
| 4.             | "Only Girl (In the World)" (CCW Radio Mix)                          | C. Johnson, M. S. Eriksen, T. E. Hermansen, S. Wilhelm                      | CCW                     | 3:43    |  |
| 5.             | "Only Girl (In the World)" (Bimbo Jones Club Mix)                   | C. Johnson, M. S. Eriksen, T. E. Hermansen, S. Wilhelm                      | Bimbo Jones             | 7:18    |  |
| 6.             | "Only Girl (In the World)" (Rosabel's Only Club Edit In The World)  | C. Johnson, M. S. Eriksen, T. E. Hermansen, S. Wilhelm                      | Rosabel                 | 8:36    |  |
| 7.             | "Only Girl (In the World)" (Mixin Marc & Tony Svejda Club Mix)      | C. Johnson, M. S. Eriksen, T. E. Hermansen, S. Wilhelm                      | Mixin Marc, Tony Svejda | 6:26    |  |
| 8.             | "Only Girl (In the World)" (CCW Blow It Up Club Mix)                | C. Johnson, M. S. Eriksen, T. E. Hermansen, S. Wilhelm                      | CCW                     | 9:44    |  |
| 9.             | "Only Girl (In the World)" (Bimbo Jones Dub Mix)                    | C. Johnson, M. S. Eriksen, T. E. Hermansen, S. Wilhelm                      | Bimbo Jones             | 7:33    |  |
| 10.            | "Only Girl (In the World)" (Rosabel's Only Dub In The World)        | C. Johnson, M. S. Eriksen, T. E. Hermansen, S. Wilhelm                      | Rosabel                 | 8:22    |  |
| 11.            | "Only Girl (In the World)" (Mixin Marc & Tony Svejda Instrumental)  | C. Johnson, M. S. Eriksen, T. E. Hermansen, S. Wilhelm                      | M. Marc, T. Svejda      | 6:24    |  |
| 12.            | "Only Girl (In the World)" (CCW Dub Mix)                            | C. Johnson, M. S. Eriksen, T. E. Hermansen, S. Wilhelm                      | CCW                     | 7:27    |  |
| Duração total: | Duração total:                                                      | Duração total:                                                              | Duração total:          | 75:47   |  |

## Desempenho nas tabelas musicais
Nos Estados Unidos, a obra fez a sua estreia na Billboard Hot 100 no 75.º lugar, segundo a publicação de 25 de Setembro de 2010. Na semana seguinte, subiu até à terceira posição, tornando-se na décima sexta canção de Rihanna a alcançar as dez melhores posições na tabela, e o sexto melhor feito feminino nos cinquenta e dois anos de história da Hot 100. Contudo, foi na décima primeira edição que conseguiu chegar ao topo da tabela musical, tornando-se a nona música da artista a repetir a proeza. Foi a primeira vez na história da tabela que o primeiro single de um álbum atingiu a liderança após o segundo single, "What's My Name?". "Only Girl (In the World)" estreou-se no topo da Digital Songs, com vendas avaliadas em mais de 249 mil exemplares digitais. A faixa também alcançou o primeiro lugar na Pop Songs, dando à intérprete a sétima vez que acontecia tal facto e também a artista com mais lideranças alcançadas na história da tabela. Em Julho de 2011, a melodia já tinha ultrapassado a marca superior a três milhões de descargas digitais apenas em mercado norte-americano, empatando com Katy Perry. Devido ao seu desempenho comercial no território, a Recording Industry Association of America (RIAA) certificou "Only Girl (In the World)" com tripla platina. O registo posicionou-se no número quarenta e sete na lista publicada pela Billboard que classificou as mais vendidas da Hot 100 em 2010, e em quarenta no ano de 2011.
No Canadá, o tema entrou na Canadian Hot 100 na sexagésima quinta posição, de acordo com a publicação de 25 de Setembro de 2010. Na semana seguinte, atingiu o primeiro lugar e após quatro semanas consecutivas a flutuar pela tabela, o single voltou ao topo a 6 de Novembro de 2010, onde permaneceu por mais três semanas. A faixa tornou-se a sétima mais vendida de 2010 no país, vendendo mais de 231 mil cópias. Na Austrália, a obra debutou no primeiro lugar da ARIA Singles Chart a 3 de Outubro de 2010, onde permaneceu por três semanas. Regressou à liderança uma quarta semana não consecutiva no dia 7 de Novembro. A Australian Recording Industry Association (ARIA) acabou por atribuir cinco platinas pelas vendas superiores a 350 mil unidades no país. Na Nova Zelândia, repetiu-se o mesmo caso que em território australiano, estreando no topo onde permaneceu por somente uma semana. Com mais de 15 mil exemplares distribuídos, recebeu o certificado de disco de platina pela Recording Industry Association of New Zealand (RIANZ).
No Reino Unido, a 31 de Outubro de 2010, a canção entrou na segunda posição da UK Singles Chart, ao registar 126 mil exemplares vendidos, perdendo apenas para os 157,210 de "Promise This" de Cheryl Cole, sendo também a sua primeira semana. A entrada deu a Rihanna a segunda maior venda semanal de um single em 2010 no país, e tornou-se no seu décimo quarto trabalho a alcançar os dez melhores lugares em território britânico. Na semana seguinte, subiu para o primeiro lugar onde permaneceu duas vezes seguidas, somando o seu quarto êxito. Após um número de vendas superior a 600 mil unidades, recebeu o certificado de platina pela British Phonographic Industry (BPI). A 2 de Janeiro de 2011, foi revelada uma lista em que o projecto era a décima quinta música mais descarregada de sempre no país. Em Fevereiro de 2012, o single registava vendas superiores a 1,029,866 no Reino Unido.
Em Portugal, a canção chegou à liderança das mais descarregadas no país a 27 de Novembro de 2010. Em outros lugares da Europa, atingiu o número dois em França e vendeu cerca de 145 mil cópias. Na Alemanha, também alcançou o segundo lugar na tabela do país e recebeu o certificado de platina pela Bundesverband Musikindustrie (BVMI) por vender 300 mil exemplares, tornando-se o seu terceiro single a conseguir tal feito. Mundialmente, "Only Girl (In the World)" vendeu mais de 5,1 milhões de cópias, tornando-se numa das mais vendidas de sempre.
| Tabela musical (2010-2011)                       | Melhor posição |
| ------------------------------------------------ | -------------- |
| Alemanha - Media Control AG                      | 2              |
| Austrália - ARIA Singles Chart                   | 1              |
| Áustria - Ö3 Austria Top 75                      | 1              |
| Bélgica - Ultratop (Flandres)                    | 2              |
| Bélgica - Ultratop (Valónia)                     | 1              |
| Brasil - Brasil Hot Pop Songs                    | 6              |
| Brasil - Billboard Brasil Hot 100                | 26             |
| Canadá - Canadian Hot 100                        | 1              |
| Dinamarca - Tracklisten                          | 2              |
| Escócia - Scottish Singles Chart                 | 1              |
| Eslováquia - IFPI                                | 1              |
| Espanha - PROMUSICAE                             | 2              |
| Estados Unidos - Billboard Hot 100               | 1              |
| Estados Unidos - Billboard Dance/Club Play Songs | 1              |
| Estados Unidos - Billboard Pop Songs             | 1              |
| Estados Unidos - Billboard Adult Pop Songs       | 11             |
| Estados Unidos - Billboard Adult Contemporary    | 17             |
| Europa - European Hot 100                        | 1              |
| Finlândia - Suomen virallinen lista              | 2              |
| França - SNEP                                    | 2              |
| Hungria - Rádiós Top 40                          | 1              |
| Irlanda - IRMA                                   | 1              |
| Itália - FIMI                                    | 1              |
| Japão - Japan Hot 100                            | 8              |
| Nova Zelândia - RIANZ                            | 1              |
| Noruega - VG-lista                               | 1              |
| Países Baixos - Mega Single Top 100              | 2              |
| Polónia - ZPAV                                   | 1              |
| Portugal - Portugal Digital Songs                | 1              |
| Chéquia - IFPI Česká Republika                   | 4              |
| Reino Unido - UK Singles Chart                   | 1              |
| Roménia - Romanian Radio Top 100                 | 7              |
| Suécia - Sverigetopplistan                       | 2              |
| Suíça - Schweizer Hitparade                      | 2              |

| Tabela musical (2010)                            | Posição |
| ------------------------------------------------ | ------- |
| Austrália - Australian Singles Chart             | 7       |
| Austrália - Australian R&B Singles Chart         | 4       |
| Áustria - Austrian Singles Chart                 | 18      |
| Bélgica - Ultratop (Flandres)                    | 22      |
| Bélgica - Ultratop (Valónia)                     | 22      |
| Dinamarca - Danish Singles Chart                 | 15      |
| Espanha - Spanish Singles Chart                  | 26      |
| Estados Unidos - Billboard Hot 100               | 47      |
| Estados Unidos - Billboard Dance/Club Play Songs | 46      |
| Europa - European Hot 100                        | 35      |
| Irlanda - Irish Singles Chart                    | 5       |
| Itália - Italian Singles Chart                   | 40      |
| Países Baixos - Mega Single Top 100              | 2       |
| Reino Unido - UK Singles Chart                   | 4       |
| Suécia - Sverigetopplistan                       | 8       |
| Suíça - Schweizer Hitparade                      | 11      |

| Tabela musical (2011)                | Posição |
| ------------------------------------ | ------- |
| Áustria - Austrian Singles Chart     | 67      |
| Bélgica - Ultratop (Flandres)        | 68      |
| Bélgica - Ultratop (Valónia)         | 70      |
| Canadá - Canadian Hot 100            | 27      |
| Espanha - Spanish Singles Chart      | 20      |
| Estados Unidos - Billboard Hot 100   | 40      |
| Estados Unidos - Billboard Pop Songs | 33      |
| Reino Unido - UK Singles Chart       | 68      |
| Suécia - Sverigetopplistan           | 32      |
| Suíça - Schweizer Hitparade          | 42      |

| País           | Provedor   | Certificação |
| -------------- | ---------- | ------------ |
| Alemanha       | BVMI       | Platina      |
| Austrália      | ARIA       | 7× Platina   |
| Bélgica        | IFPI       | Platina      |
| Dinamarca      | IFPI       | Platina      |
| Espanha        | PROMUSICAE | Platina      |
| Estados Unidos | RIAA       | 6× Platina   |
| Itália         | FIMI       | Platina      |
| Nova Zelândia  | RIANZ      | Platina      |
| Reino Unido    | BPI        | 2× Platina   |
| Suécia         | IFPI       | Platina      |
| Suíça          | IFPI       | 2× Platina   |

## Créditos
Todo o processo de elaboração da canção atribui os seguintes créditos pessoais:
| - Rihanna – vocalista principal; - Crystal Johnson - composição, vocais de apoio; - Mikkel S. Eriksen - composição, produção, gravação, instrumentos; - Tor Erik Hermansen - composição, produção, instrumentos; - Sandy Wilhelm - composição, produção, gravação, instrumentos, mistura; - Miles Walker - gravação; | - Kuk Harrell - produção e gravação vocal - Marcos Tovar, Josh Gudwin - gravação vocal; - Inaam Haq, Dane Liska, Brad Shea - assistência; - Phil Tan - mistura; - Damien Lewis - assistência adicional de engenharia; - Chris Gehringer - masterização de áudio. |

## Histórico de lançamento
"Only Girl (In the World)" estreou no programa de rádio On Air with Ryan Seacrest a 7 de Setembro de 2010. Mais tarde, três dias depois foi disponibilizado na iTunes Store de vários países como primeiro single de Loud. A Def Jam enviou a música para as estações radiofónicas norte-americanas a 21 de Setembro e no mês seguinte foi comercializada em CD single na Alemanha e Reino Unido.
| País           | Data                   | Formato                     | Editora discográfica |
| -------------- | ---------------------- | --------------------------- | -------------------- |
| Mundo          | 7 de Setembro de 2010  | Estreia em rádio            | Universal Music      |
| Austrália      | 10 de Setembro 2010    | Descarga digital            | Universal Music      |
| Bélgica        | 10 de Setembro 2010    | Descarga digital            | Universal Music      |
| Brasil         | 10 de Setembro 2010    | Descarga digital            | Universal Music      |
| Dinamarca      | 10 de Setembro 2010    | Descarga digital            | Universal Music      |
| Espanha        | 10 de Setembro 2010    | Descarga digital            | Universal Music      |
| Finlândia      | 10 de Setembro 2010    | Descarga digital            | Universal Music      |
| França         | 10 de Setembro 2010    | Descarga digital            | Universal Music      |
| Itália         | 10 de Setembro 2010    | Descarga digital            | Universal Music      |
| Nova Zelândia  | 10 de Setembro 2010    | Descarga digital            | Universal Music      |
| Noruega        | 10 de Setembro 2010    | Descarga digital            | Universal Music      |
| Países Baixos  | 10 de Setembro 2010    | Descarga digital            | Universal Music      |
| Portugal       | 10 de Setembro 2010    | Descarga digital            | Universal Music      |
| Suécia         | 10 de Setembro 2010    | Descarga digital            | Universal Music      |
| Suíça          | 10 de Setembro 2010    | Descarga digital            | Universal Music      |
| Canadá         | 13 de Setembro de 2010 | Descarga digital            | Universal Music      |
| Estados Unidos | 13 de Setembro de 2010 | Descarga digital            | Def Jam              |
| Estados Unidos | 21 de Setembro de 2010 | Rádio mainstream e rhythmic | Def Jam              |
| Alemanha       | 8 de Outubro de 2010   | CD single                   | Universal Music      |
| Reino Unido    | 25 de Outubro de 2010  | CD single                   | Mercury              |